# Edwin Landseer
Sir Edwin Henry Landseer (Londra, 7 marzo 1802 – Londra, 1º ottobre 1873) è stato un pittore e scultore britannico dell'epoca vittoriana noto per i suoi dipinti di fate e le sue scene con animali. La sua opera più nota sono i leoni di Trafalgar Square, a Londra.

## Biografia

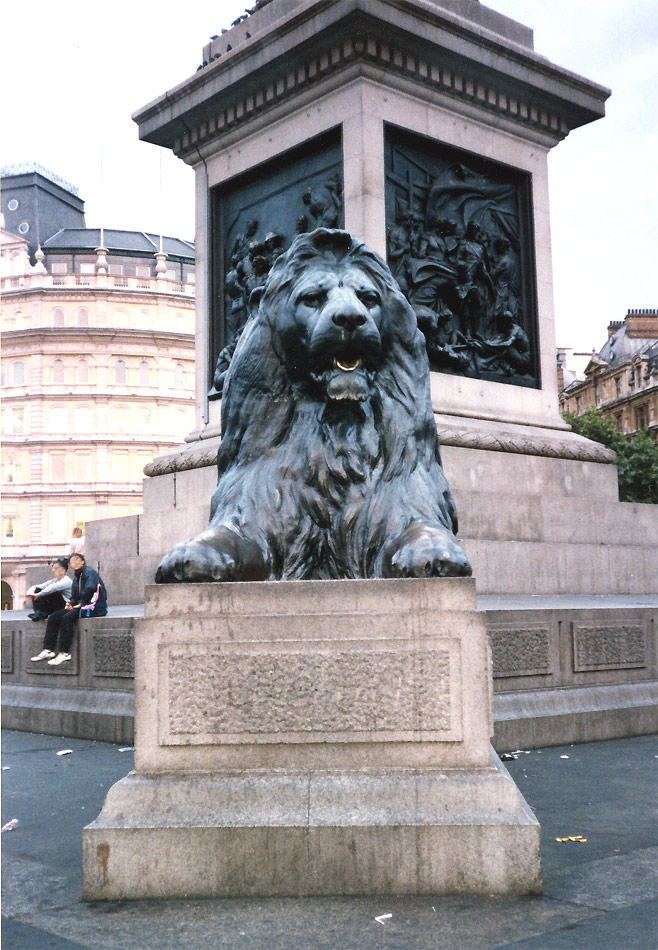
Uno dei quattro leoni ai piedi della colonna di Nelson, l'opera più nota di Landseer.

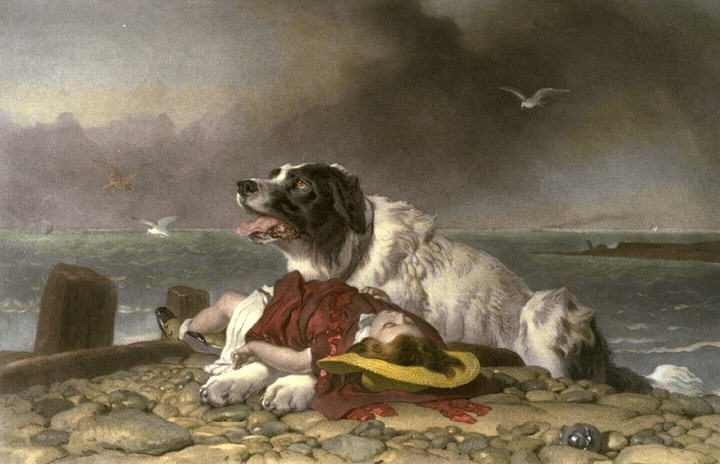
Uno dei dipinti più noti di Landseer, raffigurante il salvataggio di una bambina da parte di un cane da riporto.

Edwin Landseer fu uno dei numerosi figli dell'incisore John Landseer e di Jane Potts. Come i suoi due fratelli maggiori, Thomas (1795–1880) e Charles (1799 –1879), e una delle sue sorelle, Jessica (1810–1880), si dedicò fin da giovane alle Arti figurative.
Landseer, allievo di Robert Haydon, esordì come pittore nel 1815, all'età di tredici anni, alla Royal Academy di cui venne membro undici anni più tardi. Fu il pittore prediletto della regina Vittoria e ritrattista della buona società del tempo. La razza canina Landseer prende il nome in suo onore.
I suoi quadri migliori sono dipinti ad olio raffiguranti le Highlands; tra i ritratti, Il Marchese di Stafford, 1838, e Sir Walter Scott, 1858. Due suoi quadri (Low Fife e High Life) furono utilizzati rispettivamente per la copertina e il retro dell'album Pampered Menial dei Pavlov's Dog. Edwin era ambidestro. Molto spesso infatti disegnava con entrambe le mani contemporaneamente.

## Citazioni letterarie
Il pittore viene citato dallo scrittore statunitense Louis Bromfield, premio Pulitzer nel 1927, nel noto e colossale romanzo "La grande pioggia", del 1937, in cui, all'interno del Palazzo del Maharajah della città indiana di Ranchi vengono descritti alcuni oggetti artistici di valore, fra cui " un Landseer rappresentante due cani da caccia e un terrier"  (Milano, Arnoldo Mondadori Editori, 1940, pag.147).